# Ernest Thompson Seton
Ernest Thompson Seton (14 de agosto de 1860-23 de octubre de 1946) fue el fundador del Movimiento "Woodcraft" que influyó directamente en las concepciones pedagógicas de Lord Baden-Powell al crear el Movimiento de los Boy Scouts.
Seton nació en Shields del Sur, Durham, Inglaterra, pero a los seis años de vida se mudó con su familia a los bosques canadienses donde aprendería un cúmulo de habilidades al aire libre que denominó "Arte de los Bosques" (Woodcraft).
En 1898 publica el libro "Animales salvajes que he conocido" o " Wild Animals I Have Known", donde relata la historia de los diferentes animales que encontró en su viajes por Nuevo México y que incluye relatos como el de un lobo que pasa de ser un aparente enemigo para Seton a un objeto de admiración.
En 1902 fundó los "Woodcraft Indians", un grupo juvenil inspirado en la ética y habilidades de los pieles rojas. Para organizar mejor su grupo, escribió "Birch Bark Roll of Woodcraft Indians", un manual práctico que relataba muchas de sus experiencias en los bosques de Norteamérica.
Habiendo sido llamado por Baden-Powell en 1906, Seton decide colaborar con el militar inglés en la creación de un proyecto común.
De esta manera, Ernest Thompson Seton es nombrado Jefe Scout Nacional de los Boy Scouts de América (EE. UU.) cuatro años después.
El fervor patriótico pro-bélico de los Boy Scouts durante la Primera Guerra Mundial alejó a Seton de este movimiento, reviviendo su idea pacifista de los "Woodcraft Indians" mediante una Liga Americana del Arte de los Bosques.
Sus obras "Dos pequeños salvajes" 1903 y "Monarca, el gran oso de Tallac" fueron recreados en la serie de dibujos animados "El bosque de Tallac" (también conocida como "Jackie y Nuca"). Otra serie de Nippon Animation basada en una de sus obras ("Bannertail: The Story of a Graysquirrel") fue "Banner y Flappy". En 1927 escribe "El evangelio del piel roja".
Su movimiento Woodcraft tiene un éxito limitado en países como Polonia, Checoslovaquia, Rusia, EE. UU. e Inglaterra. Sin embargo, su influencia se sigue notando en el Movimiento Scout y en el Club de Exploradores, primordialmente en las llamadas "tradiciones totémicas". 
Las Instituciones más representativas del Sendero Woodcraft son en EE. UU. la "Orden de Arrow", en Uruguay el "Círculo de Peregrinos Woodcraft" y en Chile "Woodcraft Chile".